# A Feast for Me
A Feast for Me (in italiano "Una festa per me") è una canzone di Elisa del 1997 pubblicata come singolo promozionale estratto dall'album d'esordio della cantautrice Pipes & Flowers, nel 1998. Il singolo non è stato messo in vendita. La canzone è uscita in radio tra la fine del 1997 e l'inizio del 1998.

## Descrizione
Il testo della canzone parla di incomprensioni, raccontando in particolare di feste non volute, accuse di errori mai commessi e metaforici giochi dalle regole truccate.
La canzone è presente nel film Amiche davvero!! di Marcello Cesena, e nel 2006 è stata inclusa in Soundtrack '96-'06, il primo greatest hits della cantante.

## Il video
Nel video della canzone Elisa canta in mezzo a candele accese su candelabri, davanti ad una band che suona. C'è anche una torta di compleanno, con evidente riferimento al testo (e al titolo) del pezzo. Il video, che è accompagnato dalla versione Radio Cut del brano, è stato girato da Alessandra Pescetta (regista anche dei video di Cure Me e Gift) ed è stato prodotto da Central Productions.

## Tracce
I brani sono di Elisa Toffoli (musica e testo), Catherine Marie Warner (testo) e Corrado Rustici (musica).
CD promo INS 012
1. A Feast for Me (Radio Cut) - 4:28
2. A Feast for Me (Album Version) - 5:12